# Código Brasileiro de Justiça Desportiva
O Código Brasileiro de Justiça Desportiva (CBJD) é o conjunto de normas que disciplinam a conduta de todas as pessoas ligadas diretamente à prática desportiva no Brasil.
Aprovado em 2003 através de resolução do Conselho Nacional do Esporte, desde então sofreu diversas alterações e supressões.

## Histórico
O Código cumpre uma determinação da Constituição que transfere à União a tarefa de disciplinar a justiça desportiva no Brasil; assim, por meio da Resolução CNE nº 01, de 23 de dezembro de 2003 foi instituído o CBJD.
Já em 2006 sofreu grande alteração por meio das Resoluções nº 11 e nº 13, de 29 de março e 4 de maio respectivamente; nova alteração se deu com a Resolução nº 29, de 10 de dezembro de 2009.